# Myeloconidaceae
Myeloconidaceae är en familj av lavar. Myeloconidaceae ingår i ordningen Ostropales, klassen Lecanoromycetes, divisionen sporsäcksvampar och riket svampar.
|                 | Stictidaceae                 |
|                 |                              |
|                 | Porinaceae                   |
|                 |                              |
|                 | Phlyctidaceae                |
|                 |                              |
|                 | Odontotremataceae            |
|                 |                              |
| Myeloconidaceae | \| \| Myeloconis \| \| \| \| |
|                 | \| \| Myeloconis \| \| \| \| |
|                 | Gyalectaceae                 |
|                 |                              |
|                 | Graphidaceae                 |
|                 |                              |
|                 | Gomphillaceae                |
|                 |                              |
|                 | Coenogoniaceae               |
|                 |                              |
|                 | Myeloconidiaceae             |
|                 |                              |
|                 | Asterothyriaceae             |
|                 |                              |
|                 | Thelotremataceae             |
|                 |                              |
|                 | Amphorothecium               |
|                 |                              |
|                 | Myeloconis                   |
|                 |                              |

|  | Myeloconis |
|  |            |